# Hans Mathias Velschow
Hans Mathias Velschow (født 22. november 1796 i København, død 8. juli 1862 sammesteds) var en dansk historiker.
H.M. Velschow var søn af brygger og snedkermester Christian Velschow og blev født i København. Han dimitteredes med udmærkelse fra Metropolitanskolen i 1815, og tre år senere vandt han Københavns Universitets guldmedalje for en afhandling om oprindelsen til det danske rigsvåben og forandringen af det. Efter at have taget teologisk eksamen i 1822 vandt han 1824 Videnskabernes Selskabs guldmedalje for en prisopgave Om Myntens udvortes Tilstand i Danmark fra Knud den stores Tider indtil den oldenborgske Stammes Regering. 1831 disputerede han for magistergraden og rejste derpå med offentlig understøttelse i udlandet i to år. Efter at de af Frederik Rostgaard testamenterede midler var vokset så stærkt, at det var muligt med deres hjælp at oprette et professorat, således som det af ham var bestemt, udnævntes Velschow 1833 til professor i historien og nordiske antikviteter (oldsager) ved Københavns Universitet. 1850 overgik stillingen som professor Rostgardianus til at være professor ordinarius.
Velschow besad som historisk videnskabsmand ikke blot megen lærdom, men også stor skarpsindighed og evne til kritisk indtrængen. Hans afhandlinger var fåtallige, men de viste en udmærket evne til at stille det velkendte kildestof i en ny belysning. Den lille latinske opsats Om Biskop Regner (1825) var en tidlig anvendelse i Danmark af næsten moderne kildekritik; hans afhandling Om Bryderne og især disputatsen om hærvæsenet på Valdemar 2. Sejrs tid (Commentationis de institutis militaribus Danorum, regnante Valdemaro secundo, pars prior, 1839) præsenterede helt nye synspunkter på de gamle tiders samfundsforhold. Til overraskende resultater kom Velschow også i universitetsprogrammet Om Folkemængden i Danmark i Midten af det 13. Aarhundrede (1841). Den udgave af Saxo Grammaticus, som Peter Erasmus Müller havde forberedt, havde Velschow påtaget sig at fuldende, og 1839 kunne han udgive første del, men anden del, der indeholdt de udførligere noter, udkom først 1858. Den mangel på energi og initiativ, hvoraf Velschow led, viste sig i det hele taget ved mange forhold. Han havde stor vanskelighed ved at blive færdig med et arbejde selvom det, når det omsider kom, og således også udgaven af Saxo, indeholdt værdifulde undersøgelser. Velschow manglede også fantasi og liv, hvad der mærkedes både når han holdt forelæsninger og når han skrev. Den grundighed, som han besad, blev let til tørhed, hans tanke kunne med al dens skarphed blive alt for snorret og regelbunden. Caspar Paludan-Müller udtaler derfor, at "Velschows kombinationer, altid skarpsindige, er dog også nu og da fine og spidse indtil spidsfindighed".
Velschow skrev meget vægtige afhandlinger om de slesvigske spørgsmål, således i de Antislesvig-holstenske Fragmenter (hæfte 9), Udsigt over de Begivenheder, Forhandlinger og Overenskomster, der have bestemt Hertugdømmet Slesvigs statsretlige Forhold til Danmark og Holsten siden 1459 I, "Bemærkninger angaaende det slesvigske Ridderskabs oprindelse" i Historisk Tidsskrift, 2. række, bind II) og universitetsprogrammet Om Øen Femerns statsretlige Forhold (1854). Han var medlem af den ifølge fredstraktaten 1850 udnævnte kommission til at bestemme grænsen mellem Slesvig og Holsten og skal her have udrettet meget, så de danske fordringer ikke led skade. Velschow var i to måneder medlem af Rigsdagen, idet han af Københavns 1. valgkreds blev valgt til medlem af Folketinget i februar 1853. Han støttede ministeriet i dets kamp for tronfølgeloven, men efter at Rigsdagen i april var blevet opløst, genvalgtes han ikke. 1847 blev han Ridder af Dannebrog.
1836 blev Velschow optaget som medlem af Det kongelige danske Selskab for Fædrelandets Historie, 1841 som medlem af Videnskabernes Selskab, 1841-1850 var han formand i Den danske historiske Forenings bestyrelse. Velschow var 14. januar 1852 blevet gift med Margrethe Elisabeth Knudsen (3. marts 1825 – 4. oktober 1896), med hvem han havde sønnen Hans Christian Velschow, der var gymnasielærer (klassisk filologi).
Han er begravet på Assistens Kirkegård.
Hans breve findes i Rigsarkivet og Det Kongelige Bibliotek og hans papirer i Det kgl. Bibliotek. Der findes et silhouetbillede fra barndommen af Weilandt 1805 (Frederiksborgmuseet).

## Ekstern henvisning
Biografi i Dansk biografisk leksikon 1. udgave